# Taharahaus (Gerolzhofen)

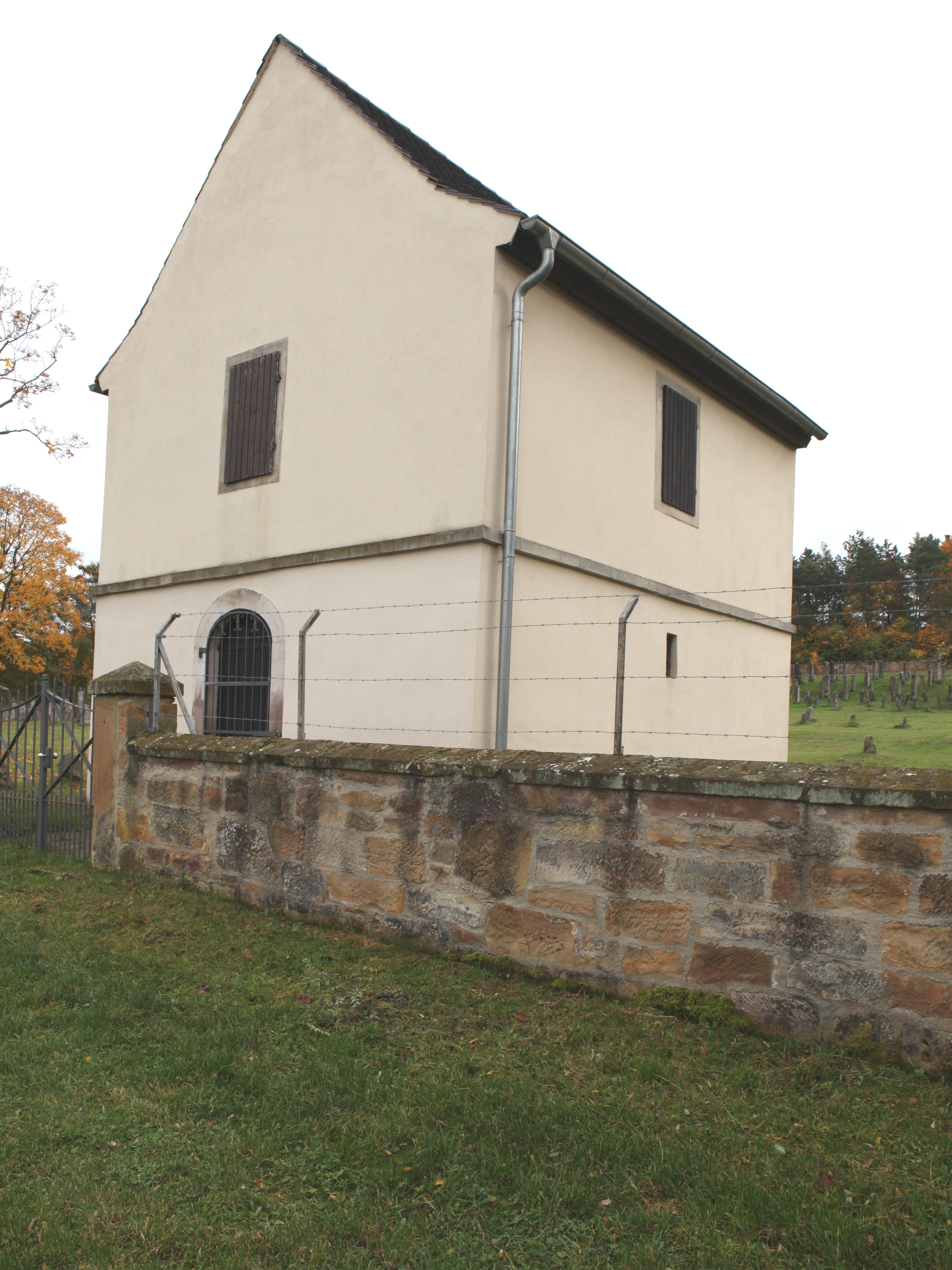
Taharahaus in Gerolzhofen

Das Taharahaus auf dem jüdischen Friedhof in Gerolzhofen, einer Stadt im unterfränkischen Landkreis Schweinfurt, wurde 1832 errichtet. Das Taharahaus, rechts der Straße von Neustadt an der Aisch nach Schweinfurt, ist ein geschütztes Baudenkmal.
Das Taharahaus besitzt neben dem Tahararaum im Erdgeschoss einen für eine dauerhafte Wohnung zu kleinen Raum. Das Gebäude wurde 1924 erneuert. Der Architekt des Bauwerks ist nicht bekannt.